# Comparettia maloi
Comparettia maloi là một loài thực vật có hoa trong họ Lan. Loài này được I.Bock mô tả khoa học đầu tiên năm 1986.